# One Indiabulls Sky Blu
Le One Indiabulls Sky Blu est un gratte-ciel résidentiel en construction à Mumbai en Inde. Il s'élèvera à 220 mètres. Son achèvement est prévu pour 2018. 